# Астроном (историк)
Астроном (на латински: Astronomus, първата половина на 9 век) е историк с неизвестно име, написал биографията на Лудвиг Благочестиви (Vita Hludowici imperatoris) вероятно през зимата 840/841 г.
Астроном е франкски благородник, вероятно каноник (или монах) в дворцовата капела на Лудвиг Благочестиви. От 814 г. той е в двора на Лудвиг и е смятан за експерт по астрономия по време на появяването на Халеевата комета през 837 г.

## Издания и преводи
- Vita Hludowici imperatoris. Ernst Tremp: Scriptores rerum Germanicarum in usum scholarum separatim editi 64: Thegan, Die Taten Kaiser Ludwigs (Gesta Hludowici imperatoris). Astronomus, Das Leben Kaiser Ludwigs (Vita Hludowici imperatoris). Hannover 1995 (Monumenta Germaniae Historica, Digitalisat Архив на оригинала от 2013-10-30 в Wayback Machine.).
- Reinhold Rau: Das Leben Kaiser Ludwigs vom sog. Astronomus [Anonymi vita Hludowici imperatoris]. Reinhold Rau: Quellen zur karolingischen Reichsgeschichte. = Fontes ad historiam regni Francorum aevi Karolini illustrandam. Band 1: Die Reichsannalen, Einhard Leben Karls des Großen, Zwei „Leben“ Ludwigs, Nithard Geschichten (= Ausgewählte Quellen zur deutschen Geschichte des Mittelalters. Freiherr-vom-Stein-Gedächtnisausgabe. Bd. 5, ISSN – 0650 0067 – 0650). Wissenschaftliche Buchgesellschaft, Darmstadt 1955, S. 257 – 381 (1974).